# Union Internationale de Pentathlon Moderne
Die Union Internationale de Pentathlon Moderne (UIPM) ist der weltweite Dachverband aller nationalen Sportverbände für Modernen Fünfkampf.

## Organisation
Die Union Internationale de Pentathlon Moderne wurde am 13. August 1948 von den schwedischen Olympiasiegern Gustaf Dyrssen und Sven Thofelt gegründet. Zuvor wurde der Moderne Fünfkampf direkt vom IOC administriert.
Der Verband trug von 1953 bis 1998 den Namen Union Internationale de Pentathlon Moderne et Biathlon (UIPMB). Anfangs war die UIPMB auch der Dachverband für Biathlon, nach Gründung der Internationalen Biathlon-Union auf einem außerordentlichen Kongress der UIPMB 1993 trennten sich beide Dachverbände formal 1998.
Der UIPM gehören derzeit 98 Verbände an. Sitz des Verbandes ist Monaco. Amtierender Präsident ist der US-Amerikaner Rob Stull. Von 1993 bis Dezember 2024 war Präsident der Deutsche Klaus Schormann.

## Disziplinen
Folgende Disziplinen werden von der UIPM organisiert:
- Moderner Fünfkampf: Pistolenschießen, Degenfechten, Schwimmen, Springreiten und Querfeldein-Lauf
- Biathle: Laufen, Schwimmen und Laufen (nicht zu verwechseln mit Biathlon, Aquathlon oder Duathlon)
- Triathle: Schießen, Schwimmen und Laufen (nicht zu verwechseln mit Triathlon); seit 2013[4]
- Laser Run: Schießen und Laufen; seit 2015[5]

## Weltmeisterschaften
Seit dem Jahr 1949 finden Weltmeisterschaften im Modernen Fünfkampf statt. Diese werden jährlich abgehalten.

## Bei den Olympischen Spielen
Seit dem Jahr 1912 ist der Modernen Fünfkampf Teil der Olympischen Spiele. Seit den Sommerspielen in Sydney 2000 starten Frauen in der Sportart.